# Andrea Parenti
Andrea Parenti (Casalecchio di Reno, 26 de abril de 1965) es un deportista italiano que compitió en tiro con arco, en la modalidad de arco recurvo.
Participó en tres Juegos Olímpicos de Verano, entre los años 1988 y 1996, obteniendo una medalla de bronce en Atlanta 1996, en la prueba por equipo (junto con Matteo Bisiani y Michele Frangilli).
Ganó una medalla de plata en el Campeonato Mundial de Tiro con Arco al Aire Libre de 1995, una medalla de plata en el Campeonato Europeo de Tiro con Arco al Aire Libre de 1990 y una medalla de oro en el Campeonato Europeo de Tiro con Arco en Sala de 2000.
Además, consiguió dos medallas en los Juegos Mundiales, en los años 1993 y 1997.

## Palmarés internacional
| Juegos Olímpicos                 | Juegos Olímpicos         | Juegos Olímpicos  | Juegos Olímpicos |
| Año                              | Lugar                    | Medalla           | Prueba           |
| -------------------------------- | ------------------------ | ----------------- | ---------------- |
| 1996                             | Atlanta (Estados Unidos) | Medalla de bronce | Equipo           |
| Campeonato Mundial al Aire Libre |                          |                   |                  |
| Año                              | Lugar                    | Medalla           | Prueba           |
| 1995                             | Yakarta (Indonesia)      | Medalla de plata  | Equipo           |
| Campeonato Europeo al Aire Libre |                          |                   |                  |
| Año                              | Lugar                    | Medalla           | Prueba           |
| 1990                             | Barcelona (España)       | Medalla de plata  | Equipo           |
| Campeonato Europeo en Sala       |                          |                   |                  |
| Año                              | Lugar                    | Medalla           | Prueba           |
| 2000                             | Spała (Polonia)          | Medalla de oro    | Equipo           |